# جون سوزوكي (لاعب كرة قدم مواليد 1987)
جون سوزوكي (باليابانية: 鈴木 淳) (12 سبتمبر 1987 في كاناغاوا في اليابان – )؛ هو لاعب كرة قدم ياباني سابق كان يلعب كمهاجم.

## وصلات خارجية
- جون سوزوكي على موقع رابطة كرة القدم اليابانية للمحترفين (اليابانية)
- جون سوزوكي على موقع قاعدة بيانات كرة القدم.إي يو (الإنجليزية)